# Râul Valea Mare, Hodiș
Râul Valea Mare este un curs de apă, afluent al râului Hodiș din județul Arad.

## Hărți
- Harta județului Arad
- Harta munții Apuseni